# جانيآباد (مقاطعة فيروزآباد)
جانيآباد (بالفارسية: جانی‌آباد) هي قرية تقع في قسم خواجه‌اي الريفي في إيران. يقدر عدد سكانها بـ 233 نسمة .